# Parco nazionale Jotunheimen
Il parco nazionale Jotunheimen è un parco nazionale della Norvegia, nelle contee di Innlandet e Vestland. È stato istituito nel 1980 e occupa una superficie di 1.151 km².